# Тор (Португалия)
Тор (порт. Tôr) — район (фрегезия) в Португалии, входит в округ Фару. Является составной частью муниципалитета Лоле. По старому административному делению входил в провинцию Алгарве (регион). Входит в экономико-статистический субрегион Алгарве, который входит в Алгарве. Население составляет 887 человек по состоянию на 2001 год. Занимает площадь 14,85 км².
Покровителем района считается Санта-Рита-де-Кассия (порт. Santa Rita de Cássia).

## История
Район основан в 1997 году.